# Roman Ivanovski
Roman Ivanovski (Volgogrado, Rusia, 29 de junio de 1977) es un nadador ruso retirado especializado en pruebas de estilo braza, donde consiguió ser subcampeón mundial en 2003 en los 4x100 metros estilos.

## Carrera deportiva
En el Campeonato Mundial de Natación de 2003 celebrado en Barcelona ganó la medalla de plata en los relevos de 4x100 metros estilos, nadando el largo de braza, con un tiempo de 3:34.72 segundos, tras Estados Unidos que batió el récord del mundo con 3:31.54 segundos, y por delante de Japón (bronce con 3:36.12 segundos).